# Дамендорф
Дамендорф (нім. Damendorf) — громада в Німеччині, розташована в землі Шлезвіг-Гольштейн. Входить до складу району Рендсбург-Екернферде. Складова частина об'єднання громад Гюттенер-Берге.
Площа — 7,48 км2. Населення становить 438 ос. (станом на 31 грудня 2020).